# 有泉學宙
有泉 學宙（ありいずみ のりおき、1940年 - ）は、日本の文学者（英文学）。静岡県立大学名誉教授。有泉 学宙（ありいずみ のりおき）の標記もある。
静岡女子大学文学部助教授、静岡県立大学国際関係学部教授などを歴任した。

## 来歴
信州大学文理学部人文科学科卒業、長野県長野工業高等学校教師として勤務。1971年立教大学大学院文学研究科英米文学専攻修士課程修了。東京立正女子短期大学、東海大学非常勤講師。のちに静岡女子大学文学部講師、助教授。併合により静岡県立大学国際関係学部教授。2006年定年退任。静岡県立大学名誉教授。

## 著書
- 『アフリカ系アメリカ人演劇の展開』（鼎書房） 2004　ISBN 4907846231
- 『アーサー・ミラー - Arthur Miller 1915 - 2005』（勉誠出版） 2005　ISBN 458507161X

### 翻訳
- 『ママなんか死んじまえ - アーサー・ミラー小説集』（アーサー・ミラー、辻久也共訳、山口書店） 1981　ISBN 4841100474
- 『マルクス主義と文芸批評』（テリー・イーグルトン、共訳、国書刊行会） 1987
- 『神話と現代アメリカ演劇』（トマス・E・ポーター、有賀文康共訳、国書刊行会） 1997
- 『人生の意味とは何か』（イーグルトン、共訳、彩流社） 2013
- 『ドラマとしてのミュージカル』（スコット・マクミリン、彩流社） 2015